# Gregorovce
Gregorovce (węg. Gergelylaka) – wieś (obec) na Słowacji położona w kraju preszowskim, w powiecie Preszów.  Pierwsza pisemna wzmianka o miejscowości pochodzi z roku 1248.